# Исанбаев, Николай Исанбаевич
Никола́й Исанба́евич Исанба́ев (27 февраля 1929, д. Нижний Качмаш, Калтасинский район, Башкирская АССР, РСФСР — 24 сентября 2020, г. Йошкар-Ола, Марий Эл, Россия) — марийский советский и российский лингвист, преподаватель высшей школы. Признанный специалист в области финноугроведения, в частности, марийского языкознания. Доктор филологических наук (1993), профессор (1996). Заслуженный деятель науки Республики Марий Эл (1999). Член Финно-угорского общества Финляндии (Хельсинки, 1994).

## Биография
Родился в д. Нижний Качмаш ныне Калтасинского района Республики Башкортостан в бедной крестьянской семье. С 1936 по 1940 год учился в Нижне-Качмашевской начальной школе, с 1940 по 1944 год — в Калтасинской средней школе родного района. По окончании 8 классов школы поступил на отделение марийского языка Краснокамского педагогического училища, которое окончил с отличием в 1948 году.
В 1948 году переезжает в г. Йошкар-Олу и поступает на отделение марийского языка и литературы Марийского государственного педагогического института им. Н. К. Крупской, которое окончил с отличием в 1952 году.
После окончания аспирантуры Института языкознания АН СССР в 1955 году некоторое время работал младшим научным сотрудником в секторе финно-угорских языков Института языкознания АН СССР в Москве. В 1958 году вернулся в Йошкар-Олу, работал старшим научным сотрудником по сектору языка в Марийском научно-исследовательском институте, затем — преподавателем кафедры русского языка МГПИ им. Н. К. Крупской. Начиная с 1960 года в течение многих лет с небольшими перерывами был заведующим сектором языка в Марийском научно-исследовательском институте языка, литературы и истории им. В. М. Васильева.
В 1963—1967 годах он — старший преподаватель, в 1967—1975 годах — доцент кафедры русского языка МГПИ им. Н. К. Крупской. С 1975 года работал заведующим сектором языка МарНИИ.
С 1996 года Н. И. Исанбаев работал профессором кафедры финно-угорских языков Марийского государственного университета. В 2002—2013 годах — профессор кафедры финно-угорской и сравнительной филологии Института национальной культуры и межкультурной коммуникации МарГУ.

## Научно-педагогическая деятельность
Н. И. Исанбаев — автор около 120 опубликованных научных работ, в том числе 1 монографии, 4 учебных пособий.
В 1952—1955 годах учился в аспирантуре Института языкознания АН СССР в Москве. Под руководством академика Б. А. Серебренникова в 1955 году защитил диссертацию на тему «Новые деепричастия в марийском языке». Кандидат филологических наук (1955).
В 1957 году при переозвучивании первого советского звукового фильма «Путёвка в жизнь» (1931) Н. Исанбаев говорил и пел за Мустафу — беспризорника, главаря ватаги мальчишек, роль которого исполнил известный марийский киноактёр и поэт Йыван Кырла.
Первая исследовательская работа Н. И. Исанбаева «Синтаксические функции деепричастия на „н“ в современном марийском языке» вышла в 1958 году. Дальнейшее исследование деепричастий вылилось в монографию «Деепричастия в марийском языке» (1961).
В 1989 году была напечатана первая часть его монографии «Марийско-тюркские языковые контакты», в 1994 году издана вторая часть монографии, в которой содержится словарь татарских и башкирских заимствований. В 1993 году Н. И. Исанбаев защитил диссертацию по теме «Марийско-тюркские языковые контакты» на соискание учёной степени доктора филологических наук. Доктор филологических наук (1993).
Читал лекции и вёл лабораторно-практические занятия по теоретическим курсам «Историческая фонетика и историческая морфология марийского языка», «Марийско-тюркские языковые контакты» для студентов и аспирантов отделения марийской филологии историко-филологического факультета МарГУ. До недавнего времени читал лекции по курсам «Введение в финно-угроведение», «Основы финно-угроведения» и «Языковые контакты финно-угорских народов». Член Совета по защите докторских диссертаций при МарГУ.
Его основная научно-исследовательская деятельность была связана с разработкой проблем марийского языкознания в области грамматики, диалектологии, лексикографии и межъязыковых контактов. Научные труды по диалектологии посвящены исследованию неизученных или малоизученных диалектов восточно-марийского наречия (елабужского, мензелинского, прибельского, белебеевского и других говоров). Большое внимание в его работах уделяется и изучению марийско-тюркских языковых контактов, вопросам исторической грамматики марийского языка. В 2001 году издано его учебное пособие для вузов «Марийско-тюркские языковые контакты». Принимал активное участие в составлении многих разделов Толкового словаря марийского языка. На протяжении многих лет он плодотворно занимался исследованием сложнейших проблем марийско-тюркских этнических и языковых контактов. По этой проблеме им опубликованы монография в двух частях и более 30 научных работ, вышедших как в нашей стране, так и за рубежом (Венгрия, Финляндия, Эстония). Принимал участие в работе ряда Международных финно-угорских конгрессов и конференций (Будапешт, 1960, Таллинн, 1970, Сыктывкар, 1985, Йошкар-Ола, 1996, 2000), всесоюзных, региональных и республиканских научных конференций по финно-угорским языкам (Москва, 1959, Петрозаводск, 1961, 1979, Йошкар-Ола, 1965, 1969, 1987, Ужгород, 1977, Сыктывкар, 1979, Устинов, 1987 и др.).

## Основные научные работы
Далее представлен список основных научных работ Н. И. Исанбаева:

### Монографии
- Исанбаев Н. И. Деепричастия в марийском языке. — Йошкар-Ола, 1961. — 150 с.

### Учебники и учебные пособия
- Исанбаев Н. И. Марийско-тюркские языковые контакты: программа по спецкурсу / МарГУ. — Йошкар-Ола, 2000.
- Исанбаев Н. И. Марийско-тюркские языковые контакты: учеб. пособие / МарГУ. — Йошкар-Ола, 2001. — 80 с.
- Диалект материалым кузе да мом погаш: студент-влаклан полыш = Как собирать диалектологический материал: в помощь студенту / В. Н. Васильев, Н. И. Исанбаев. — Йошкар-Ола, 2003. — 72 с.
- Исанбаев Н. И. Марий исторический фонетик: тунемме книга — Марийская историческая фонетика: учебное пособие / МарГУ. — Йошкар-Ола, 2007. — 188 с.

### Статьи в научных журналах
- Исанбаев Н. И. О некоторых следах древнего значения деепричастия на -н в марийском языке // Nyelvtudomany Кözlemények. — Т. 60. Вып. I. — Будапешт, 1958. — С. 59—60.
- Исанбаев Н. И. Марийский язык // Младописьменные языки СССР. — М.—Л, 1958. — С. 439—454.
- Исанбаев Н. И. Синтаксические функции деепричастий на -н в современном марийском языке // Уч. зап. МГПИ им. Н. К. Крупской. — Вып. 16. — Йошкар-Ола, 1958. — С. 84—99.
- Исанбаев Н. И. Говор елабужских мари // Вопросы диалектологии и истории марийского языка. — Йошкар-Ола, 1964. — С. 61—105.
- Исанбаев Н. И. Новое исследование о марийских глаголах // Вопросы диалектологии и истории марийского языка. — Йошкар-Ола, 1964. — С. 215—226.
- Исанбаев Н. И. Из наблюдений над фонетикой говора мензелинских мари // Вопросы марийского языкознания. — Йошкар-Ола, 1964. — С. 89—103.
- Исанбаев Н. И. Влияние татарского языка на падежную систему восточномарийских говоров // СФУ. — 1978. — № 3. — С. 172—177.
- Исанбаев Н. И. Татарские термины родства в диалектах марийского языка // Вопросы марийской ономастики. — Вып. II. — Йошкар-Ола, 1978. — С. 34—41.
- Исанбаев Н. И. Марийско-татарские языковые связи (по данным географических названий) // Вопросы марийской ономастики. — Вып. II. — Йошкар-Ола, 1978. — С. 19—25.
- Исанбаев Н. И. История изучения татарских заимствований в марийском языке // Вопросы истории и диалектологии марийского языка. — Йошкар-Ола, 1979. — С. 5—41.
- Исанбаев Н. И. Фонетическая адаптация татарских заимствований в диалектах марийского языка // Вопросы истории и диалектологии марийского языка. — Йошкар-Ола, 1979. — С. 41—102.
- Исанбаев Н. И. Русские лексические заимствования дооктябрьского периода в марийском языке и их тематические группы // Финно-угроведение. — 2009. — № 1. — С. 20—38.

### Главы в монографиях и сборниках научных трудов
- Исанбаев Н. И. Аналитические формы модальности в марийском языке // Вопросы марийского языка. — Йошкар-Ола, 1982. — С. 7—56.

## Звания и награды
- Заслуженный деятель науки Республики Марий Эл (1999)[3]
- Доктор филологических наук (1993)[3]
- Профессор (1996)[3]
- Медаль «За доблестный труд. В ознаменование 100-летия со дня рождения Владимира Ильича Ленина»
- Медаль «Ветеран труда» (1984)[2]
- Памятная медаль «Йыван Кырла 1909—2009» (2009)[3]
- Почётная грамота Марийского обкома КПСС и Совета Министров Марийской АССР[2]